# Kees van Lier
Cornelis (Kees) van Lier (Amsterdam, 6 juli 1948) is een Nederlands (stem)acteur. 

## Biografie
Kees van Lier begon met studeerde op het gymnasium en ging drie jaar geschiedenis leren aan de Gemeentelijke Universiteit van Amsterdam. Via Guus Hermus, Bob de Lange en privélessen van o.a. Georgette Rejewsky, Ale van Dijk en Eric van Ingen kwam hij in 1972/73 aan het toneel. Vanaf 1974 was hij in dienst bij de Haagse Comedie, waar hij ook als regie-assistent gewerkt heeft.
Tot zijn tv-werk behoren onder meer rollen in Goede tijden, slechte tijden en Baantjer. Als stemacteur speelde Van Lier mee in bijvoorbeeld Disney-films. Zo is hij sinds 2000 de stem van Teigetje in de Winnie de Poeh-franchise. Die rol kwam hem toe nadat de oorspronkelijke stem van het personage, Frits Lambrechts, hiermee stopte vanwege afgekeurd te worden door Disney

## Filmografie

### Televisieacteur
- Q & Q (1974) - Pompbediende
- Steil achterover (1989)
- Goede tijden, slechte tijden (1991-1993) - Tristan Maas/Carl Zomer
- Suite 215 (1992) - Han
- Bureau Kruislaan (1992) - Dokter Huisman
- 12 steden, 13 ongelukken (1993)
- Oppassen!!! (1993) - Examinator van Beek
- Het Zonnetje in Huis (1994) - Adolf Fachmuller
- De victorie (1994)
- Baantjer (1995-2006) - Dennis Knegjens/Rechercheur
- Vrienden voor het leven (1995) - van Steunzolen
- Verhalen uit de bijbel (1996) - Geldwisselaar
- Goudkust (1996) - Conciërge Pol
- Flodder (1998) - Crisiscoordinator (opgenomen in 1997)
- De geheime dienst (2000)
- Keyzer & de Boer advocaten (2008) - Director Engwirda
- Vuurzee (2009) - Man in Haven
- Flikken Maastricht (2014) - Hoofdofficier

### Filmacteur
- Plus Echo (1982)
- Jacht op het verleden (1985)

### Stemacteur
- Kleine Nemo: Avonturen in Dromenland (1989) - Bloepso en Nemo's vader
- De Klokkenluider van de Notre Dame (1996) - Hugo
- Oliver Twist (1996) - Arme huismeester
- Het Eiland van Noach (1997)
- Princess Sissi (1997) - Hertog Max
- Hercules (1997) - Philoctetis
- Donkey Kong Country (1998)
- Stuart Little (1999)
- Toy Story 2 (1999) - Al McWhiggin
- Teigetjes Film (2000) - Teigetje
- Chicken Run (2000) - Mr. Tweedy
- Dierendokter Tom (2000-2001) - George
- Atlantis: De Verzonken Stad (2001)
- Tarzan & Jane (2002) - Nigel Taylor
- De Klokkenluider van de Notre Dame II (2002) - Hugo
- Engie Benjy (2002) - Visser Flip
- Gummi Beren (2002) (Re-dub) - Gruffi
- Finding Nemo (2003) - Tandarts
- Knorretjes Grote Film (2003) - Teigetje
- Jungle Book 2 (2003)
- The Ghost of Lord Farquaad (2003) - Shrek
- De kronieken van Narnia: De leeuw, de heks en de kleerkast (2005) - Aslan
- Poeh's Lollifanten film (2005) - Teigetje
- Happy Feet (2006) - Alpha Roofmeeuw
- Underdog (2007) - Burgemeester
- Shrek de Derde (2007) - Kapitein Haak
- Mijn vriendjes Teigetje en Poeh (2007-2010) - Teigetje
- De Kronieken van Narnia: Prins Caspian (2008) - Aslan
- Nanny McPhee 2: De vonken vliegen eraf (2010) - meneer Docherty
- Winnie de Poeh (2011) - Teigetje
- Rapunzel voor altijd (2012) - Priester
- Cinderella (2015) - Koning
- Pete's Dragon (2016) - Mr. Meacham
- Finding Dory (2016) - Gill
- Janneman Robinson en Poeh (2018) - Teigetje
- Mary Poppins Returns (2018) - Meneer Dawes jr.